# 9590 Hyria
9590 Hyria è un asteroide troiano di Giove del campo greco. Scoperto nel 1991, presenta un'orbita caratterizzata da un semiasse maggiore pari a 5,1026826 au e da un'eccentricità di 0,0395137, inclinata di 6,65974° rispetto all'eclittica.
L'asteroide è dedicato alla città di Iria nella Beozia, alleata degli achei.